# Штрудльгофські сходи

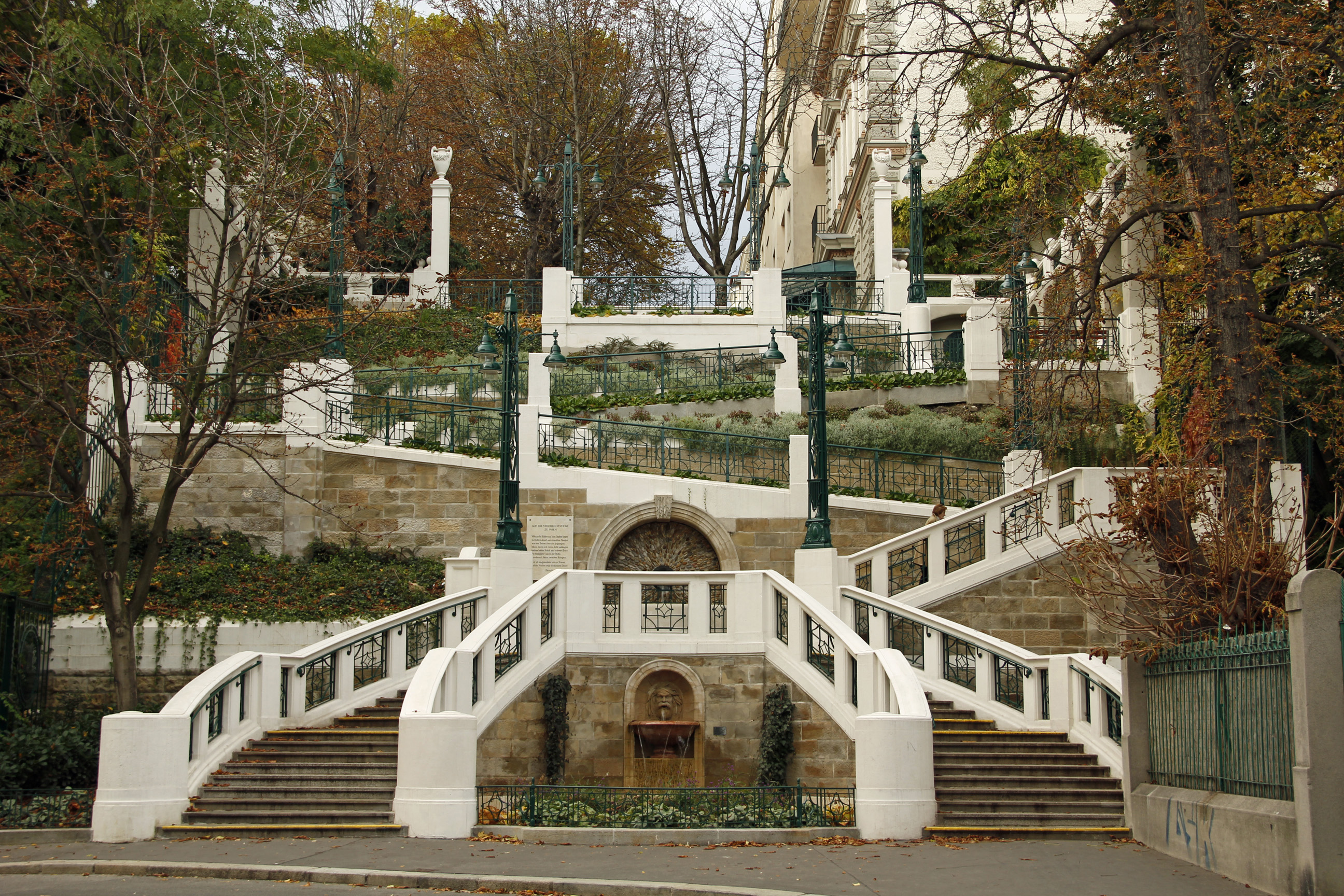

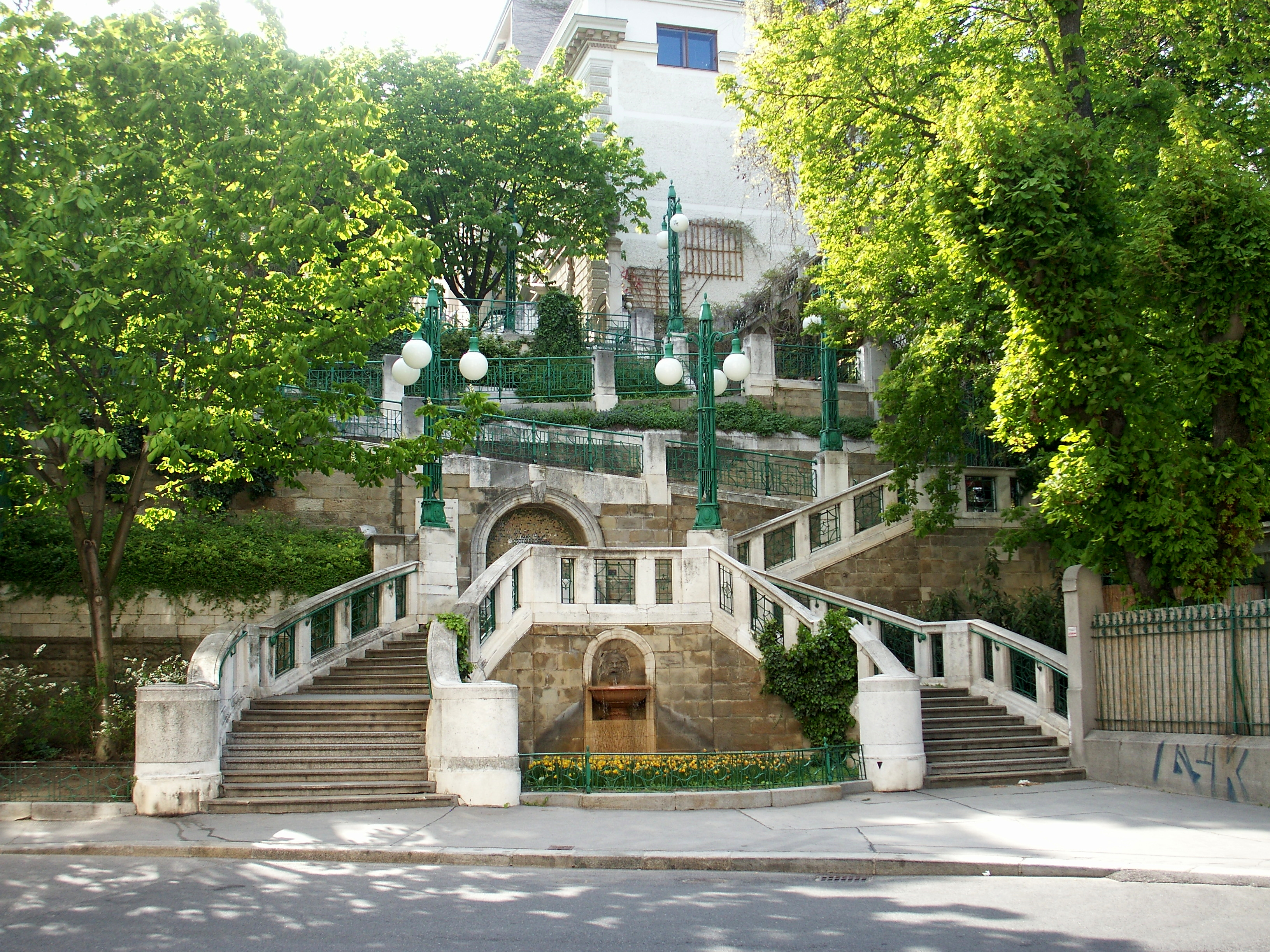

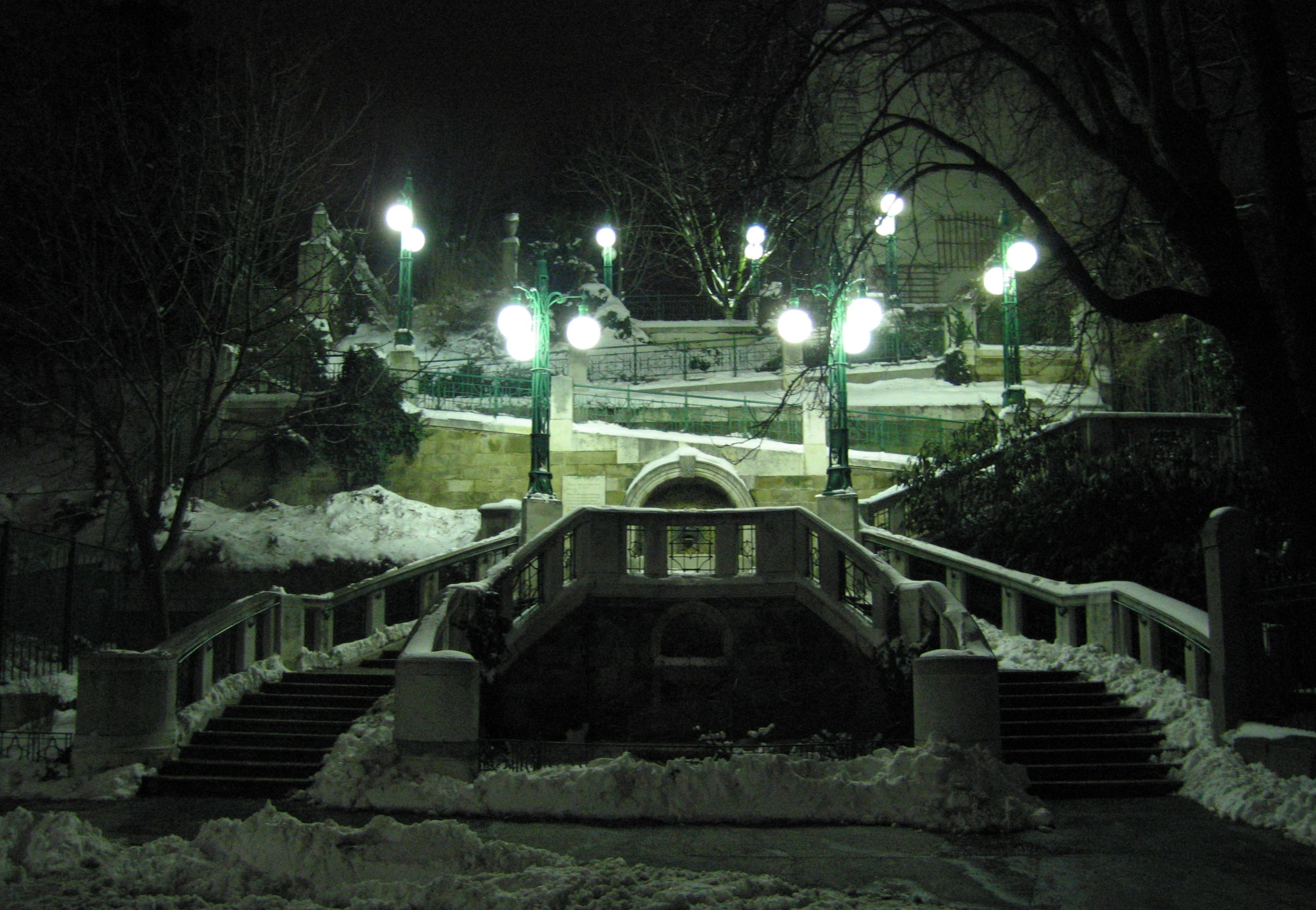

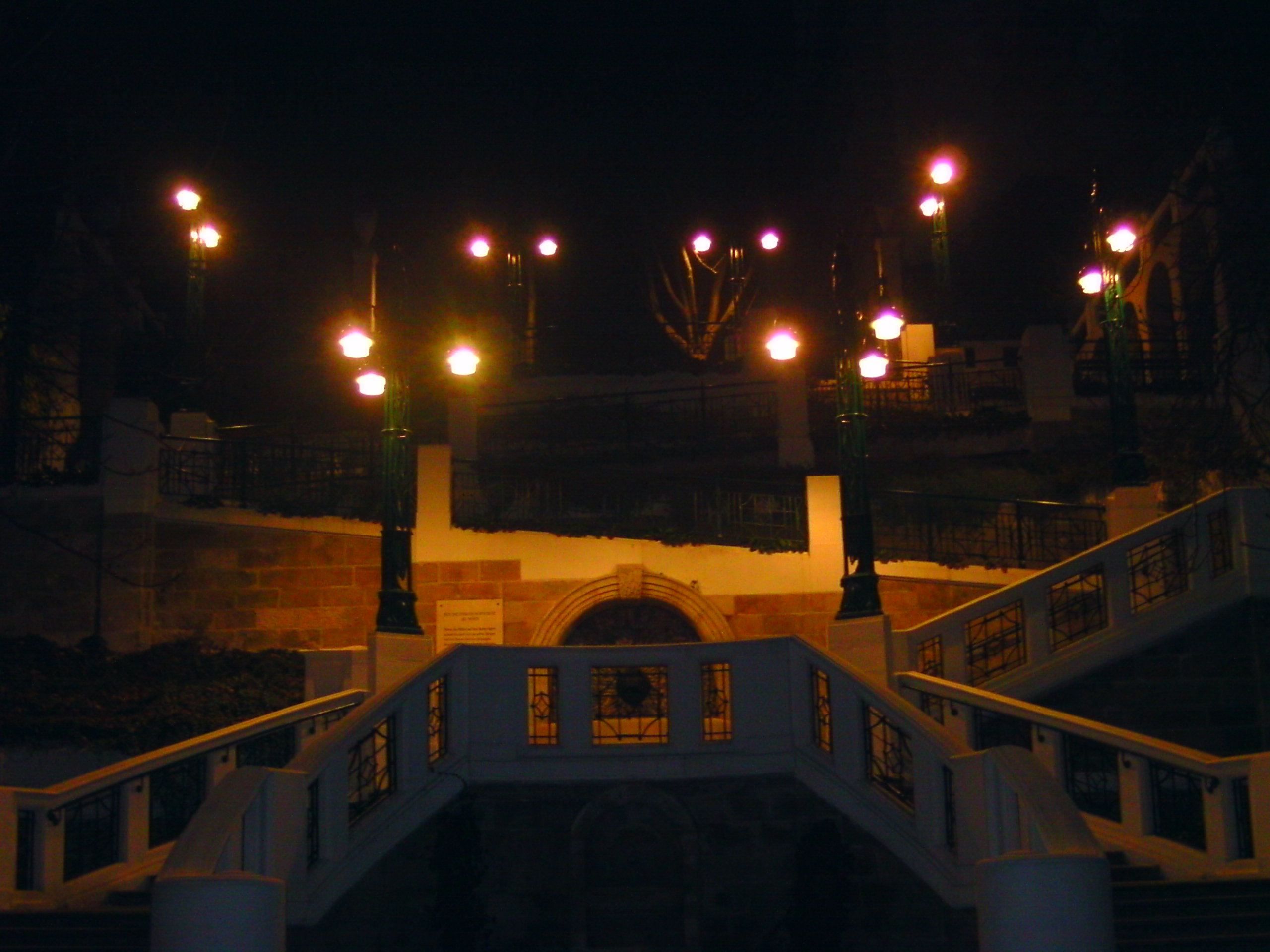

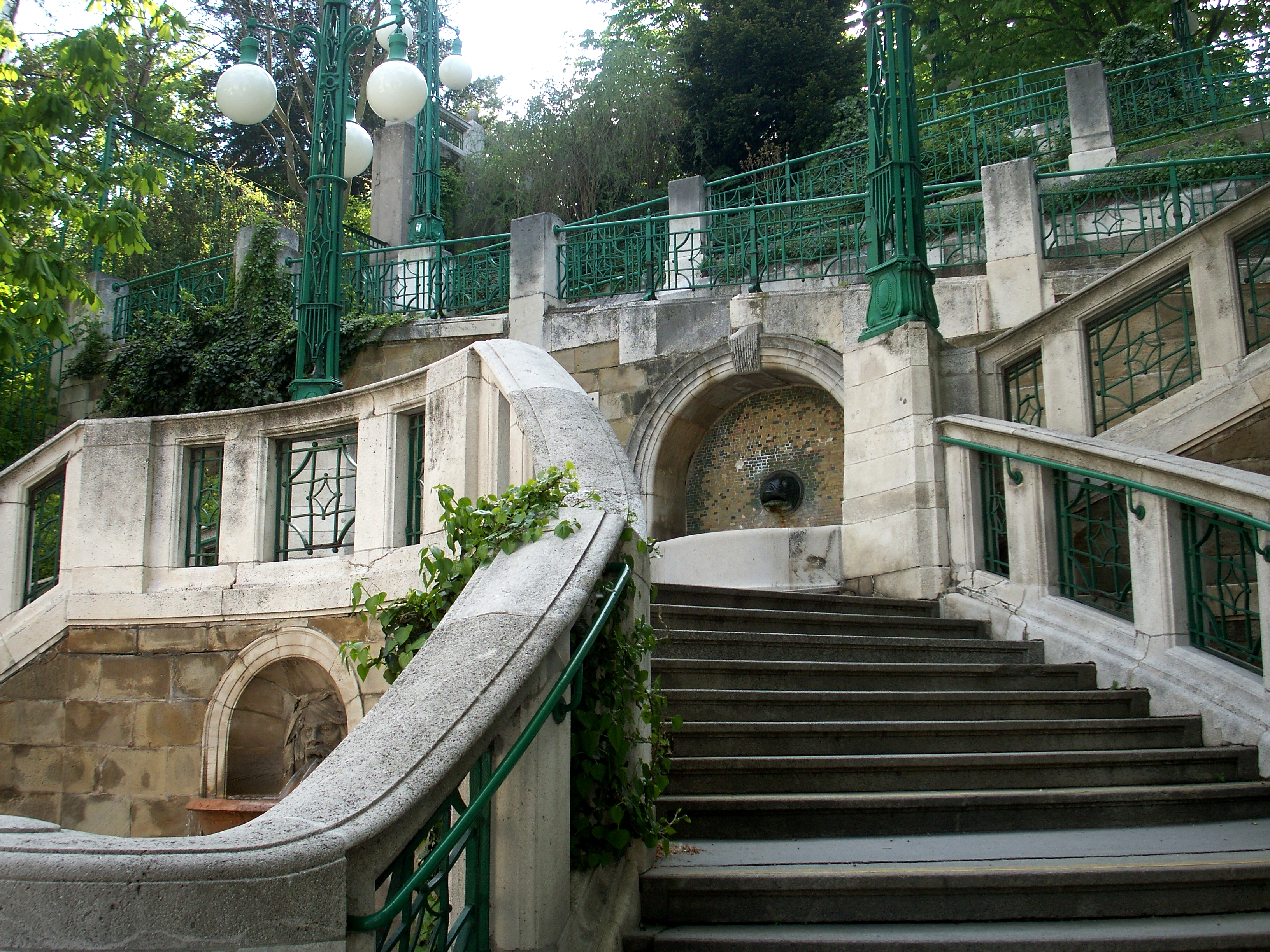

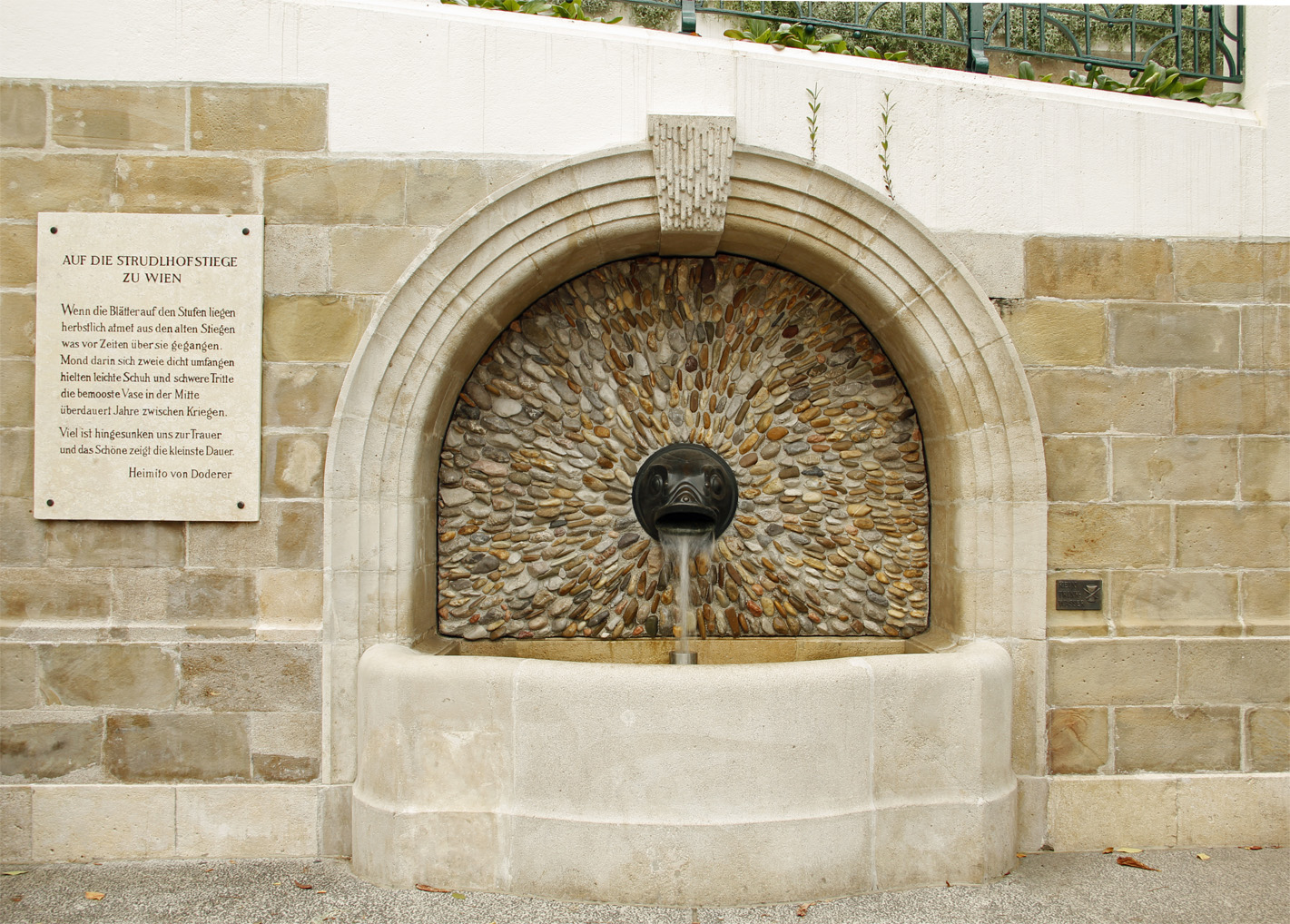
Пам'ятна дошка з віршем Гайміто фон Додерера «На Штрудльгофських сходах у Відні»

Штрудльго́фські сходи (нім. Strudlhofstiege) — сходи в дев'ятому віденському окрузі (Альзергрунд), відомі як пам'ятка архітектури стилю модерн та місце дії однойменного роману Гайміто фон Додерера. Сходи поєднують вулиці Штрудльгофґассе, Верінґерштрассе та Ліхтенштайштрассе на висоті Ліхтенштайнського палацу.

## Історія
У районі вулиці Варінґерштрассе в 1690 році був споруджений так званий Штрудльгоф, будинок австрійського художника й скульптора Петера Штрудля, у якому той організував приватну школу малювання. У 1705 році Штрудльгоф одержав статус цісарської академії. Штрудль продовжував тут викладати до своєї смерті в 1714 році.
Тупикова частина Варінґерштрассе в 1907 році була перейменована в Штрудльгофґассе. Міська управа Відня вирішила з'єднати Штрудльгофґассе та Ліхтенштайнштрассе, що розташовувалася значно нижче, сходами.
За проектом архітектора Йоганна Теодора Єґера в 1910 році такі сходи було споруджено. Урочисте відкриття відбулося 29 листопада.
Реставраційні й ремонтні роботи на Штрудльгофських сходах проходили в 1962, 1984 та 2008-2009 роках.

## Архітектура
Сходи в нижній частині складаються з симетрично розташованих сходових маршів. Внизу посередині знаходиться невеликий фонтан з маскою, з якої струмує вода, на марш вище на сходовому майданчику в ніші знаходиться ще один невеличкий фонтан зі скульптурним зображенням жаби та мозаїчним дном. Через брак місця верхня частина сходів збудована несиметрично. Завдяки чергуванню сходових маршів та майданчиків у пішоходів, що підіймаються або спускаються сходами, постійно змінюється переспектива на місто.
Сходи оздоблені кованим та кам'яним поруччям і канделябрами. Деякі частини сходів пофарбовані в зелене, хоча первинно були синього кольору. Оригінальні скляні кулі світильників у 2009 році було замінено на копії.

## Сходи в літературі
Штрудльгофські сходи дали назву найвідомішому роману Гайміто фон Додерера, що був написаний в 1946–1948 роках та опублікований в 1951 році. Роман має латинськомовну присвяту архітекторові сходів Йоганну Теодору Єґеру: In memoriam Johannis Th. Jæger senatoris Viennensis qui scalam construxit cuius nomen libello inscribitur (На згадку про Йоганна Т. Єґера, віденського сенатора, що побудував сходи, ім'я яких стало назвою цієї книги). У 1962 році на сходах було вмонтовано пам'ятну дошку з віршем Гайміто фон Додерера «На Штрудльгофських сходах у Відні» (нім. Auf die Strudlhofstiege zu Wien).